# NBA 2K3
NBA 2K3 é um simulador do campeonato norte-americano de basquete (NBA) da temporada de 2004. Foi desenvolvido pela Visual Conceptse publicado pela Sega.